# جرج گلووی
جرج گلوی (انگلیسی: George Galloway؛ زاده ۱۶ اوت ۱۹۵۴) سیاست‌مدار بریتانیایی و نماینده سابق مجلس بریتانیا از سال ۱۹۸۷ تا ۲۰۱۰ و ۲۰۱۲ تا ۲۰۱۵ بود. او مجری برنامه‌های Comment, The Real Deal و Have it out with Galloway شبکه پرس تی‌وی بوده است. وی در سال ۲۰۰۳ از حزب کارگر خارج شد. در سال ۲۰۰۴ حزبی به نام حزب احترام  را تأسیس کرد و از سال ۲۰۱۳ به صورت رسمی، رهبری این حزب را بر عهده گرفت.
او به طور غیر منتظره‌ای در انتخابات میان دوره‌ای ۲۹ مارس ۲۰۱۲ با اختلاف زیاد نسبت به نامزد حزب کارگر پیروز شد. او این پیروزی را «بهار بردفورد» (مشابه بهار عربی و بهار پراگ) خواند. گلووی در انتخابات سال ۲۰۱۵ از ناز شاه نامزدهای حزب کارگر شکست خورد و کرسی نمایندگی خود را از دست داد.

## آغاز زندگی
جورج گالووی در ۱۶ اوت ۱۹۵۴ در خانواده‌ای فقیر در داندی، اسکاتلند زاده شد. او مدتی کارگر کارخانه تولید لاستیک میشلن بود و در آنجا برای نخستین‌بار به عنوان عضو فعال اتحادیه کارگری،  فعالیت صنفی و سیاسی را آغاز کرد.
او در سال ۱۹۸۰ در مراسم برافراشتن پرچم فلسطین در محل شورای شهر داندی شرکت داشت. او تلاش کرده بود داندی با شهر نابلس، درکرانه باختری، تلاش کرده بود. در سال ۱۹۸۳ به مقام دبیر سازمان خیریه جنگ علیه نیازمندی رسید.

## ورود به سیاست
جورج گالووی برای نخستین‌بار در سال ۱۹۸۷ به عنوان نماینده حزب کارگر از حوزه هیلهد، شهر گلاسگو به مجلس عوام راه یافت و در آنجا به‌سرعت به عنوان فعال تند چپگرا شناخته شد.

## صدام حسین و عراق
جورج گالووی در ژانویه ۱۹۹۴ با صدام حسین دیدار کرد و به گفت: «آقا! من به شجاعت، قدرت و خستگی‌ناپذیری شما درود می‌فرستم.» او به دلیل این گفته‌ها مورد انتقاد قرار گرفت. اما همچنان بارها به بغداد سفر کرد.
جورج گالووی در سال ۲۰۰۳ به دلیل مخالفت با حضور بریتانیا در حمله به عراق از حزب کارگر اخراج شد. زیرا از سربازان بریتانیایی در عراق خواسته است از دستور مافوق خود سرپیچی کنند. زیرا این دستورات غیرقانونی هستند. چون حمله آمریکا و بریتانیا به عراق غیرقانونی است.
در سال ۲۰۰۵ مجلس سنای آمریکا در گزارشی تحقیقی دربار ارتباط دولت صدام حسین با شهروندان غربی اعلام کرد که جورج گالووی و یک وزیر پیشین دولت فرانسه، با اعتباری که صدام حسین در اختیار آنها گذاشته بود در چارچوب برنامه نفت در برابر غذا از عراق نفت خریده‌ و آن را صادر کرده‌اند. او در پاسخ گفت که این اتهام به دلیل اعتراض او به جنگ عراق بوده است.
جورج گالووی در سال ۲۰۰۴ با به حزب جدیدی به نام احترام پیوست که موضع ضد جنگ عراق داشت و در یک مبارزه انتخاباتی پر فراز و نشیب بار دیگر در حوزه انتخاباتی بثنال گرین و بو در لندن (با جمعیت بزرگ مسلمان) به شکلی غیرمنتظره به پیروزی برسد. او در به عنوان سیاستمدار به شهرت زیادی رسیده بود.

## برنامه تلویزیونی
در ژانویه ۲۰۰۶ جورج گالووی در یک برنامه تلویزیونی مخصوص سلبریتی‌ها لباس گربه به تن کرد و مانند گربه شیر روی دست بازیگر زن و یکی دیگر از سلبریتی‌ها را لیس زد. او به خاطر حضور در این برنامه مورد تمسخر قرار گرفت. اما این موضوع آسیب زیادی به چشم‌انداز سیاسی نزد.

## پیروزی و شکست انتخاباتی
پس از شکست در انتخابات عمومی سال ۲۰۱۰ از حوزه بتنال گرین، او در سال ۲۰۱۲ با دیگر در  انتخابات میاندوره‌ای حوزه برادفورد غربی به مجلس عوام راه یافت. او در انتخابات سراسری سال ۲۰۱۵ این کرسی را از دست داد.
او چند بار دیگر در انتخابات میان‌دوره‌ای شرکت کرد اما پیروز نشد. در نهایت در ژانویه ۲۰۲۴ بار دیگر به نمایندگی رسید.

## همکاری با پرس تی‌وی
جورج گالووی از سال ۲۰۰۸ با پرس تی‌وی همکاری می‌کرد. او در طول همکاری با این شبکه او همراه با دفاع از نظام جمهوری اسلامی ایران، فقدان آزادی‌های سیاسی و اجتماعی، و نقض حقوق بشر در ایران را همواره رد می‌کرد. به گفته او نظام جمهوری اسلامی دیکتاتوری نیست. با این حال در مواردی مانند انتخابات ریاست جمهوری سال ۱۳۸۸ و اعتراضات پس از آن می‌گفت که مسئول سیاست‌های جاری دولت ایران یا شیوه مدیریت پرس‌ تی‌وی نیست.
او همچنین در این شبکه با محمود احمدی‌نژاد مصاحبه کرد. پس از این مصاحبه به دلیل ترس از واکنش مخالفان جمهوری اسلامی خواستار حفاظت پلیس شد.
محمد سرافراز رئیس پیشین سازمان صداوسیمای جمهوری اسلامی که مدتی مدیر شبکه پرس تی‌وی برعهده داشت، در خاطرات خود می‌نویسد:
«جرج گلووی نماینده پارلمان و عضو حزب کارگر انگلستان و مجری برنامه زنده Comment و برنامه The Real Deal در شبکه پرس تی‌وی بود. این خیلی مهم بود که در ماجراهای مربوط به ایران و جهان اسلام یک سیاستمدار شناخته شده انگلیسی در برنامه زنده به سوالات و شبهات مخاطبان پاسخ بدهد. برنامه کامنت پرمخاطب بود و به سوال‌های کتبی و تلفنی بینندگان پاسخ می‌داد و یا نظرات آنها را پخش می‌کرد. محبوبیت جرج گلووی در این برنامه بعد از حمله اسراییل به غزه چنان زیاد شد که در سال ۲۰۱۳ رهبری حزب Respect را به عهده گرفت. هر زمانی که گلووی نمی‌توانست در برنامه شرکت کند آقای جرمی کوربین نماینده دیگر پارلمان، مجری برنامه می‌شد.»

## شبکه المیادین
جرج گلووی از ژوئن ۲۰۱۲ پیشینه همکاری با شبکه تلویزیونی المیادین لبنان را دارد که گفته می‌شود وابسته به حکومت ایران است. این شبکه به‌ویژه به دلیل پشتیبانی از حکومت بشار اسد در جنگ داخلی سوریه مورد انتقاد بوده است.
جرج گلووی به دلیل انتشار یک پست رسانه اجتماعی که یهودستیزانه دانسته می‌شد از سوی یک شبکه رادیویی برکنار کرد.

## دیدگاه‌های سیاسی
وی در فوریه ۲۰۱۳ بر علیه قانون ازدواج همجنس‌گرایان رای داد.

## حضور در کاروان کمک به غزه
پس از حمله زمینی اسراییل به غزه و شکست جنگ ۲۲ روزه، محاصره غزه بیشتر شد و مصر به طور کامل مرز رفح را بست. شبکه پرس تی‌وی با کمک جرج گلووی و سازمان خیریه «زنده باد فلسطین» یک کاروان بزرگ کمک به غزه راه انداخت؛ این کاروان از لندن راه افتاد و کشورهای آفریقایی را به شکل زمینی طی کرد و به مصر رسید. در طول مسیر، گزارش‌های زنده از استقبال مردم این کشورها از کاروان پخش می‌شدند و یک جریان رسانه‌ای قوی ایجاد شده بود. این حرکت آنچنان تأثیرگذار بود که حکومت حسنی مبارک در مصر پس از چند روز جلوگیری از ورود این کاروان و حتی حمله به تجهیزات و وارد کردن خساراتی به ماشین اِس‌اِن‌جی برای از کار انداختن آن ناچار شد مرز رفح را برای کاروان حامل ۲۵۰ خودرو باز کند و عملا برای نخستین بار بعد از جنگ، محاصره غزه شکسته شد. این کاروان مورد استقبال نخست‌وزیر و سایر مسئولان حماس و مردم غزه قرار گرفت و کمک‌های جنسی و نقدی شامل پنج میلیون دلار تحویل آنها شد.